# Сельское поселение Перегрёбное
Се́льское поселе́ние Перегрёбное — муниципальное образование в Октябрьском районе Ханты-Мансийского автономного округа Российской Федерации.
Административный центр — село Перегрёбное.

## История
Статус и границы сельского поселения установлены Законом Ханты-Мансийского автономного округа - Югры от 25 ноября 2004 года № 63-оз «О статусе и границах муниципальных образований Ханты-Мансийского автономного округа - Югры»

## Население
| 2010  | 2012  | 2013  | 2014  | 2015  | 2016  | 2017  |
| ----- | ----- | ----- | ----- | ----- | ----- | ----- |
| 4129  | ↘4094 | ↘3924 | ↘3786 | ↘3743 | ↘3710 | ↘3649 |
| 2018  | 2019  | 2020  | 2021  | 2024  |       |       |
| ↘3596 | ↗3613 | ↘3602 | ↘3531 | ↘3461 |       |       |

## Состав сельского поселения
| № | Населённый пункт | Тип населённого пункта       | Население |
| - | ---------------- | ---------------------------- | --------- |
| 1 | Верхние Нарыкары | деревня                      | 10        |
| 2 | Нижние Нарыкары  | деревня                      | 526       |
| 3 | Перегрёбное      | село, административный центр | 3176      |
| 4 | Чемаши           | деревня                      | 417       |